# Pero emmaria
Pero emmaria är en fjärilsart som beskrevs av Charles Oberthür 1883. Pero emmaria ingår i släktet Pero och familjen mätare. Inga underarter finns listade i Catalogue of Life.